# Rosendaelse huizen

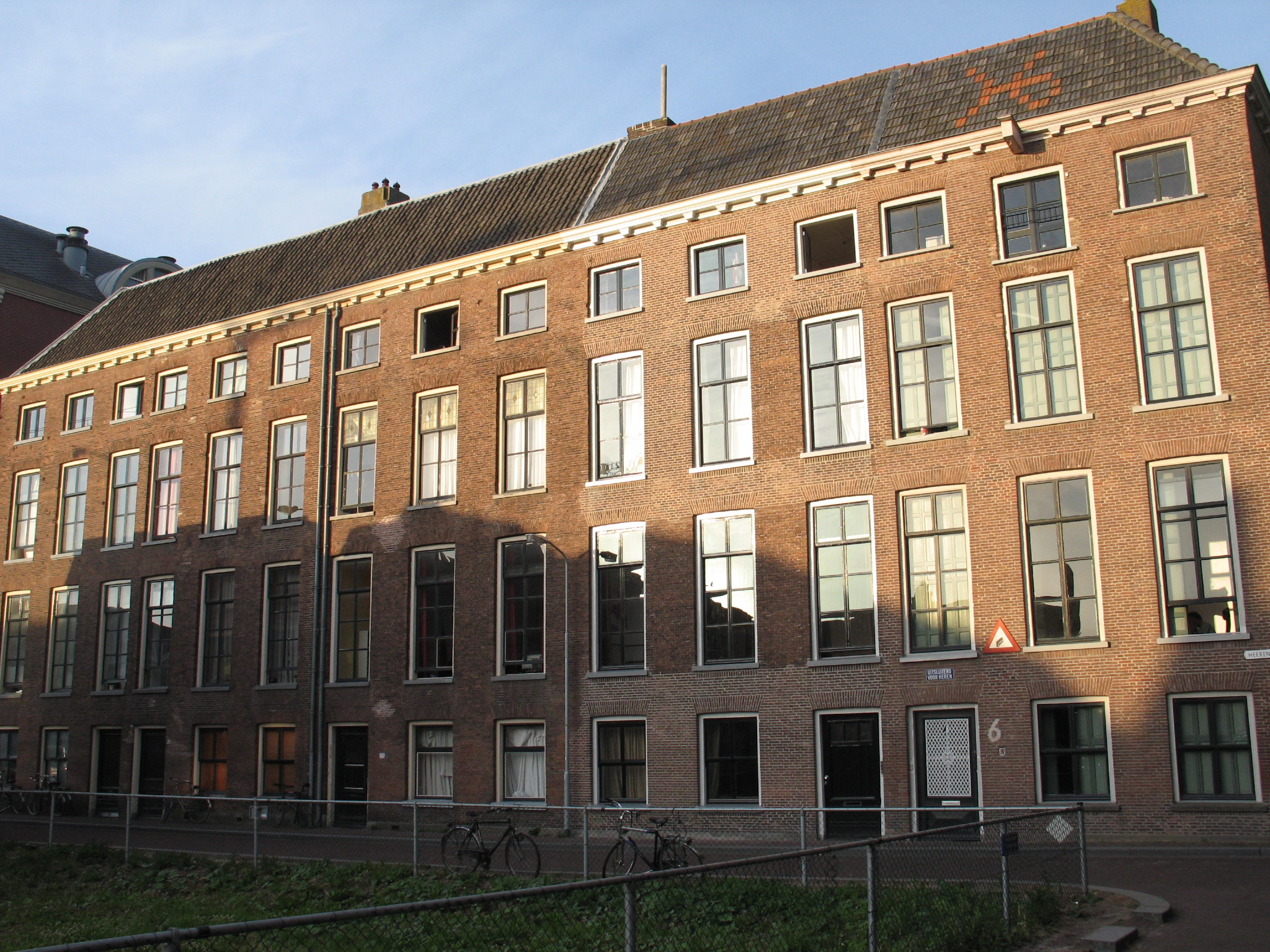
Voorgevel van de Rozendaelse huizen in 2009.

De Rosendaelse huizen of Herenhuizen zijn vijf aan de Herenstraat 6-14 in Wageningen gelegen rijksmonumenten. De huizen zijn in 1738-1739 als woonhuis gebouwd naar een ontwerp van C. Coninck en in opdracht van Lubbert Adolph Torck. De bouw kostte 17.500 gulden. De panden hebben een lage begane grond met daarboven twee hoge en één lage verdieping, met daarop een zolder.
De huizen werden door Torck verhuurd, behalve het huidige Herenstraat 6, wat hij zelf gebruikte als hij in Wageningen was. Na de Rosendaelse huizen liet Torck in 1741-1742 nog twee grote huurhuizen bouwen op de hoek van de Herenstraat en Boterstraat ('Huize Torck', afgebrand in 1972) en in 1743-1744 vier aaneengesloten herenhuizen met voorplein aan de Herenstraat, de Bassecour.
De Rosendaelse huizen zijn in 1970 als rijksmonumenten aangewezen.